# Réglementation de la circulation routière en Hongrie

Limitations de vitesse en Hongrie

En Hongrie (abréviation officielle: H), les limitations de vitesse en vigueur sont les suivantes :
- 50 km/h en ville
- 90 km/h hors agglomération
- 110 km/h sur voie rapide
- 130 km/h sur autoroute

## Autres règles
Le code de la route hongrois inclut plusieurs règles supplémentaires, dont :
- L'allumage des feux de croisement obligatoire 24h/24 hors agglomération.
- Le taux d'alcoolémie autorisé : nul (0,0 g/L d'alcool dans le sang), le permis est systématiquement suspendu en cas d'infraction.
- L'achat d'une vignette est obligatoire en cas d'utilisation du réseau autoroutier du pays.
- Les amendes sont à payer immédiatement en cas d'excès de vitesse, non port de la ceinture de sécurité (ou du casque pour les motards), conduite en sens inverse ou en état d’ivresse, le véhicule peut être immobilisé jusqu'au paiement de la contravention.
- La présence d'un triangle de signalisation, d'une trousse de secours complète et non périmée et d'une boîte d’ampoules de rechange sont obligatoires dans chaque véhicule.